# سوزان هربست
سوزان هربست از سال ۲۰۱۱ میلادی عهده‌دار ریاست دانشگاه کنتیکت می‌باشد. او اولین زن رئیس دانشگاه کانتیکت است. وی دارای لیسانس علوم سیاسی از دانشگاه دوک و دکتری تئوری ارتباطات و تحقیق از دانشگاه ایالتی جنوب کالیفرنیا می‌باشد.